# آنتی (آلبوم)
ضد (به انگلیسی: Anti) هشتمین آلبوم استودیویی خواننده باربادوسی، ریانا است. این آلبوم در ۲۸ ژانویه ۲۰۱۶ از طریق وستباری رود و راک نیشن منتشر شد. آلبوم ضد در هفته اول انتشار به رتبه ۱ در بیلبورد ۲۰۰ دست یافت و تنها در ۱۴ ساعت موفق به دریافت گواهی پلاتین در آمریکا شد؛ این سریع‌ترین آلبوم تاریخ است که به این موفقیت دست میابد.
اولین تک‌آهنگ این آلبوم ترانه «کار» به همکاری دریک بود که در ۲۷ ژانویه ۲۰۱۶ منتشر شد. این آهنگ به شماره ۱ در ۱۰۰ آهنگ داغ بیلبورد دست یافت و به مدت ۹ هفته متوالی در صدر جدول قرار داشت و بدین ترتیب تبدیل به چهاردهمین ترانه شماره یک این خواننده تبدیل شد. تک‌آهنگ دوم «به من نیاز داشتی» بود که به شماره ۷ بیلبورد رسید و بیش از ۵ میلیون نسخه در آمریکا فروخت. تک‌آهنگ سوم «بهتر ببوسش» به رتبه ۶۲ در بیلبورد رسید. آخرین تک‌آهنگ «عشق روی مغز» بود که بدون موزیک ویدیو منتشر شد و به رتبه ۵ بیلبورد رسید و سه گواهی پلاتینیوم در آمریکا دریافت کرد. در آغاز قرار بر این بود که آلبوم طبق روال همیشگی در نوامبر منتشر شود اما پدر ریحانا در مصاحبه‌ای که با او انجام شده بود اظهار کرد که «پخش آلبوم‌کمی به تأخیر افتاده‌است چون ریانا هنوز از آلبوم راضی نیست.» ریانا برای این آلبوم نامزد ۸ جایزه گرمی در مراسم گرمی سال ۲۰۱۷ شد اما پس از مراسم گرمی ۲۰۱۷ از اوبه عنوان ناکام‌ترین هنرمند در سال ۲۰۱۶ یاد می‌شود چرا که هیچ جایزه‌ای دریافت نکرد. آلبوم از دیدگاه مجله بیلبورد به عنوان برترین آلبوم سال ۲۰۱۷ انتخاب شد.